# Древинський Лаврентій
Лавре́нтій Древи́нський герба Корчак (пол. Ławryn Drewiński; нар. друга половина XVI — початок XVII ст.) — руський шляхтич з Волині, громадський діяч, один з найголовніших оборонців і меценатів православної церкви першої половини XVII ст. в Речі Посполитій. 

## Життєпис
Народився в шляхетській родині гербу Корчак. Його батьками були королівський секретар Василь Древинський та його третя дружина Тетяна Гетовтівна. Від трьох шлюбів батька він мав четверо братів та дев'ятеро сестер.
Згідно волі батька навчався в аріанській школі в Левартові, на що той в заповіті наказав виконавцям не щадити грошей з його маєтностей; відправляючи його туди, «де проповідується справжня слава Божа, а не людські помилки, і викладаються вчення, визволені у всіх добрих і чеснотних звичаях. молодим хлопцям». Проте швидка смерть головного опікуна — дядька Кірика ускладнила виконання останньої волі, і нині достеменно невідомо чи він продовжив подальшу освіту.
В останні роки правління короля Стефана Баторія він служив в кварцяному війську, а потім брав участь у Битві під Бичинем. Згідно пізнішого привілею короля Владислава IV відомо про наступні проблеми зі здоров'ям через що, імовірно, покинув військову службу.
Мав титул «чашника землі Волинської». Був учасником Берестейського собору (1596) р., православної делегації до короля Сигізмунда ІІІ Вази. Член кількох православних братств.
Разом з іншим послом — брацлавським підсудком Михайлом Кропивницьким — на сеймі 1615 року підписав протестацію опозиції.
Волинський посол (депутат) Лаврентій Древинський на Варшавському Сеймі 14 травня 1620 р. висловив протест проти гонінь православної церкви і народу методами насильницького залучення до унії. Брав участь у виборному сеймі після смерті Сігізмунда ІІІ Вази, під час якого разом з Вороничем, Адамом Киселем був головним оборонцем православних.
У 1633—37 рр. за згодою короля Владислава IV Вази разом з шляхтичем Данилом Єло-Малинським заснував у Крем'янці Богоявленський монастир із школою, друкарнею і шпиталем.

## Герб
Древинський послуговувався одинарним родовим гербом Корчак. Але в 1618 р. вийшов панегірик в почаївському виданні «Зерцало богословії» Кирила Транквіліона-Ставровецького, в якому був представлений його чотиридільний герб. В його першій та четвертій частинах фігурує герб Корчак, а в другій та третій — герби Леліва та Топір відповідно. Імовірно це були герби його бабусь представлені разі у великому гербі відповідно пануючих тоді традицій геральдичних комбінацій.